# Guo Shiqiang
Guo Shiqiang (8 de julho de 1975) é um basquetebolista profissional chinês.

## Carreira
Guo Shiqiang integrou a Seleção Chinesa de Basquetebol em Atenas 2004, terminando na oitava posição.